# Hinsingen
Hinsingen é uma comuna francesa na região administrativa de Grande Leste, no departamento Baixo Reno. Estende-se por uma área de 2,93 km². Em 2010 a comuna tinha 85 habitantes (densidade: 29 hab./km²).